# ياسو كوباياشي
ياسو كوباياشي (باليابانية: 小林保雄؛ بالكانا: こばやし やすお) هو لاعب آيكيدو ‏ ياباني، ولد في سبتمبر 1936 في طوكيو في اليابان.